# 松江市営陸上競技場
松江市営陸上競技場（まつえしえいりくじょうきょうぎじょう）は、島根県松江市の松江総合運動公園内にある陸上競技場。施設は松江市が所有し、株式会社MIしまねが指定管理者として運営管理を行っている。

## 概要
- 構造：メインスタンド鉄筋コンクリート造り一部3階建
- 建築延面積：6.784m2
- 総工費： 10億5000万円
- 竣工：1981年3月31日
- 敷地面積：36,274m2　
  - グラウンド22,506m2（トラック4,503m2 フィールド芝部分7,490m2 その他10,513m2）
  - 建物（メインスタンド敷地3,140m2）
  - 芝スタンド（土盛・芝張二段区画10,628m2）
- 種別：第2種公認陸上競技場（走路・助走路ポリウレタン系全天候型舗装）
- トラック1周400m
- 8コース（直走路部分141m）
- 3,000m障害水濠
- フィールド：走高跳6、棒高跳6、走幅跳6、三段跳6、やり投2、砲丸投1、円盤・砲丸・ハンマー投兼用2
- サッカー設備
- 収容人員：24,000人
  - メインスタンド　一般席5,000人（車椅子用席設置）
  - 芝スタンド　一般席19,000人
- 照明なし

補助競技場（松江市営補助競技場も参照）
- 敷地面積：18550㎡
- トラック：1周435m×2、直線走路130m×3
- フィールド：人工芝（日本サッカー協会公認。フルコート1面=105m×68m、フットサルコート2面=38m×18m 陸上用投てき競技用のスペースを改修）
- 照明あり

## 主な大会
- 1982年 第37回国民体育大会（くにびき国体）
- 1989年 第16回全日本中学校陸上競技選手権大会
- 1993年 全国高等専門学校体育大会
- 2002年 全日本マスターズ陸上競技選手権大会
- 天皇杯 JFA 全日本サッカー選手権大会
- SC鳥取ホームゲーム（2006年まで）
- FC神楽しまねホームゲーム

## 交通
- 電車： JR松江駅からバス約20分「運動公園前」下車徒歩3分
- 車： 山陰自動車道・松江中央ICから3分